# Pseudosuberites vakai
Pseudosuberites vakai är en svampdjursart som beskrevs av Desqeyroux-Faundez 1990. Pseudosuberites vakai ingår i släktet Pseudosuberites och familjen Suberitidae.
Artens utbredningsområde är havet utanför Chile. Inga underarter finns listade i Catalogue of Life.